# آنا ويلارد
آنا ويلارد (بالإنجليزية: Anna Pierce)‏ هي منافسة ألعاب القوى أمريكية، ولدت في 31 مارس 1984 في بورتلاند في الولايات المتحدة.

## وصلات خارجية
- آنا ويلارد على موقع الاتحاد الدولي لألعاب القوى (الإنجليزية)
- آنا ويلارد على موقع الاتحاد الأمريكي لسباقات المضمار والميدان (الإنجليزية)
- آنا ويلارد على موقع الدوري الماسي (الإنجليزية)
- آنا ويلارد على موقع اللجنة الأولمبية الدولية (الإنجليزية)
- آنا ويلارد على موقع أوليمبيديا (الإنجليزية)
- آنا ويلارد على موقع اللجنة الأولمبية والبارالمبية الأمريكية (الإنجليزية)